# Blaž Zupan
Blaž Zupan, slovenski računalnikar, univerzitetni profesor, * 26. januar 1968, Postojna.

## Življenje
Blaž Zupan je leta 1986 z odličnim uspehom končal Srednjo naravoslovno šolo, Ljubljana, kot se je v času usmerjenega izobraževanja začasno imenovala Gimnazija Bežigrad. 
Nato se je vpisal na študij računalništva, ki ga je z diplomo na Fakulteti za elektrotehniko in računalništvo v Ljubljani uspešno zaključil leta 1991. Magistrski študij računalništva je nato nadaljeval na Univerzi v Houstonu v Teksasu, ZDA, kjer je pod mentorstvom prof. dr. Alberta Mo Kim Chenga magistriral leta 1993.
Iz računalništva je nato doktoriral leta 1997 na Univerzi v Ljubljani pod mentorstvom akad. prof. dr. Ivana Bratka. 
V času podiplomskega študija je bil mladi raziskovalec na Inštitutu "Jožefa Stefana", po končanem doktoratu pa je na inštitutu še dve leti delal kot raziskovalni sodelavec. 
Leta 1999 se je zaposlil kot docent na Fakulteti za računalništvo in informatiko na Univerzi v Ljubljani, kjer od leta 2009 deluje kot redni profesor.
Na isti fakulteti je leta 2010 Blaž Zupan ustanovil Laboratorij za bioinformatiko, ki danes šteje že več kot dvajset članov. V letih 2006–2008 in 2010–2012 je na fakulteti opravljal tudi naloge prodekana za razvojno raziskovalno delo.
Blaž Zupan še vedno tesno sodeluje z znanstveniki v Houstonu, ZDA, kjer je kot gostujoči profesor na Medicinski univerzi Baylor najprej med leti 1998-2001 sodeloval z Oddelkom za družinsko medicino, od leta 2001 pa sodeluje z Oddelkom za mulekularno in človeško genetiko.
V akademskem letu 2008-2009 je bil Zupan gostujoči raziskovalec v Centru za tkivno inženirstvo na Univerzi v Paviji v Italiji.

## Delo
Blaž Zupan je na Fakulteti za računalništvo in informatiko predaval že številne računalniške predmete, trenutno predava predvsem predmete s tistih področij, s katerimi se tudi raziskovalno ukvarja. To so strojno učenje, podatkovno rudarjenje in bioinformatika. Po celem svetu je imel številna vabljena predavanja, tečaje in seminarje.

### Raziskovalni dosežki
Zupan je zasnoval odprtokodno orodje Orange za strojno učenje, ki ga razvijajo v njegovem laboratoriju.
Napisan je v programskem jeziku Python in je
eden od najbolj enostavnih orodij za strojno učenje in zato primeren za poučevanje strojnega učenja in umetne inteligence na vseh nivojih in zahtevnostnih stopnjah poučevanja. 
Z intuitivnim vmesnikom in odličnimi vizualizacijami, ki pomagajo pri razumevanju in razlagi podatkov, je Orange uporaben na prav vseh področij znanosti in industrije.
Zupan je objavil več kot dvesto člankov, ki so skupaj prejeli več kot enajst tisoč citatov.

### Izbrana bibliografija
- Blaž Zupan, Marko Bohanec, Janez Demšar, Ivan Bratko "Learning by discovering concept hierarchies". Artificial Intelligence 109:211-242, 1999.
- Blaž Zupan in sod. "GenePath: a System for Automated Construction of Genetic Networks from Mutant Data". Bioinformatics 19(3):383, 2003.
- Nancy Van Driessche in sod. "Epistasis analysis with global transcriptional phenotypes". Nature Genetics 37(5):471-477, 2005.
- Riccardo Bellazzi, Blaž Zupan. "Predictive data mining in clinical medicine: Current issues and guidelines". International Journal of Medical Informatics 77(2):81-97, 2008.
- Janez Demšar in sod. "Orange: data mining toolbox in python". The Journal of Machine Learning Research, January 2013.
- Marinka Žitnik, Blaž Zupan. "Data fusion by matrix factorization". IEEE Transactions on Pattern Analysis and Machine Intelligence 37(1):41-53, 2015.
- Marinka Žitnik, Edward E. Nam, Chris Dinh, Adam Kuspa, Gad Shaulsky in Blaž Zupan. "Gene prioritization by compressive data fusion and chaining". PLoS Computational Biology 11(10):e1004552, 2015.
- Martin Stražar in sod. "scOrange – A Tool for Hands-On Training of Concepts from Single Cell Data Analytics". Bioinformatics 35(14):i4-i12, 2019.
- Primož Godec in sod. "Democratized image analytics by visual programming through integration of deep models and small-scale machine learning". Nature Communications 10(1):4551, 2019.

### Mentorstvo
Zupan je bil mentor pri več kot desetih doktoratih, devetih magisterijih in več kot stotih diplomskih nalogah.
Bil je mentor tudi pri treh univerzitetnih Prešernovih nagradah in treh fakultetnih Prešernovih nagradah.

## Nagrade in priznanja
Že v osnovni in srednji šoli se je udeležil mnogih nacionalnih in mednarodnih tekmovanj in srečanj z matematičnih in naravoslovnih področij, na katerih je osvojil številne nagrade. 
Med študijem na Fakulteti za elektrotehniko in računalništvo je za študijski uspeh dobil nagrado Milana Vidmarja, za študentsko raziskovalno delo na področju modeliranja celjenja ran pa leta 1991 skupaj s Tatjano Šketa študentsko Prešernovo nagrado.
Na Univerzi v Houstonu je bil za uspešen študij nagrajen s članstvom v društvu odličnosti Phi Kappa Phi.
Za odmevnost svoje doktorske disertacije z naslovom “Strojno učenje osnovano na funkcijski dekompoziciji” je leta 1999 dobil nagrado Zlati znak Jožefa Stefana.
Za svoje pedagoško delo je bil Blaž Zupan večkrat nagrajen s strani svojih študentov, kot tudi s strani Fakultete za računalništvo in informatiko.
Leta 2010 je prejel Zoisovo priznanje za dosežke na področju računalništva.
Za gostovanje na Medicinski univerzi Baylor v šolskem letu 2013/14 je dobil Fulbrightovo štipendijo.
Res Publica, Google, Višegrajski sklad in Financial Times so Zupana leta 2016 uvrstili med 100 najbolj vplivnih inovatorjev srednje in vzhodne Evrope.
Inženirska akademija Slovenije je Zupana leta 2017 izvolila za izrednega člana.
Blaž Zupan je prejemnik dveh Zlatih plaket Univerze v Ljubljani (2011, 2019).

## V medijih
- Umetna inteligenca spreminja svet. MMC, RTV SLO, 2. januar, 2018

- Svet, ki ga ustvarja umetna inteligenca. Intelekta, Radio Prvi, 2. januar 2018

- Najprej bi v šolah prepovedal PowerPoint Arhivirano 2018-01-13 na Wayback Machine.. Intervju v časniku Večer, 13. januar 2018

- Izjava glede aktualnega stanja v zvezi z epidemijo bolezni COVID-19, (Video posnetek tiskovne konference, izjava prof. dr. Blaža Zupana od 00:24:57 naprej). www. gov.si, 6. maj 2020

- Raziskava covid-19: Umetna inteligenca nam je prihranila dragocenih 16 dni. Aktualna tema, Radio Prvi, 7. maj 2020

- Ali Žerdin. Val okužb v Sloveniji ni bil visok. A to najbrž pomeni, da bo daljši.. Intervju v časopisu Delo, Sobotna priloga, 9. maj 2020